# 衣浦温泉

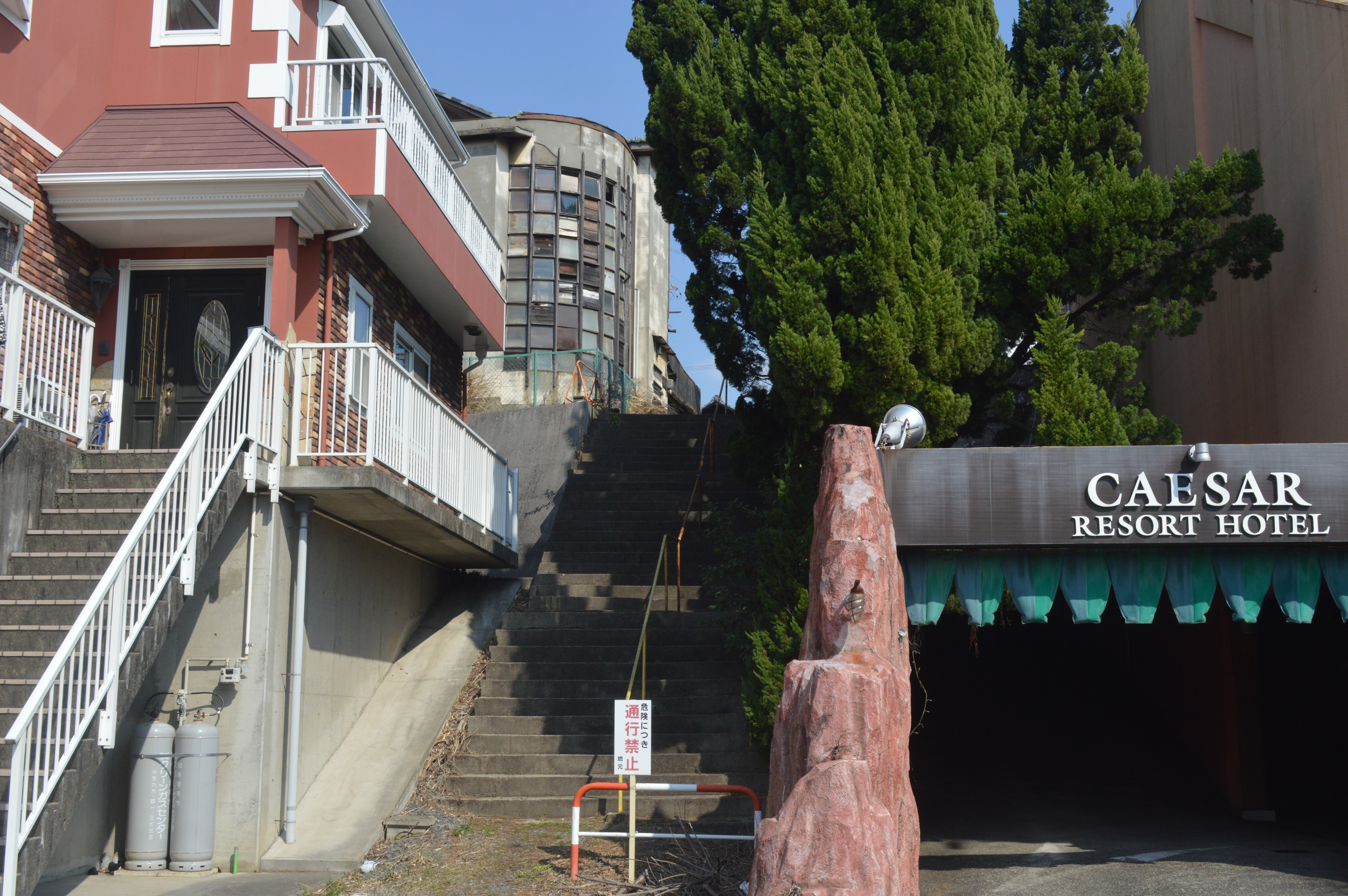
衣浦温泉跡地（2020年（令和2年））

衣浦温泉（きぬうらおんせん）は、かつて愛知県碧南市山神町にあった歓楽街・温泉街。

## 概要
衣浦温泉街（きぬうらおんせんがい）とも。太平洋戦争中に公娼街の衣浦荘（きぬうらそう）として発足し、戦後も赤線（特飲街）として営業を行っていたが、1956年（昭和31年）の売春防止法制定前に温泉街に転換した。

## 地理
西側は衣浦湾の海岸に面しており、かつては畑地や山林原野が広がっていた。海岸は碧南では唯一の砂浜海岸であり、瀬戸内海の兵庫県明石市に由来する新明石海水浴場として知られた。
碧南市山神町1丁目・2丁目・6丁目にまたがる場所にあり、歓楽街および温泉街として栄えていた。

新明石海水浴場
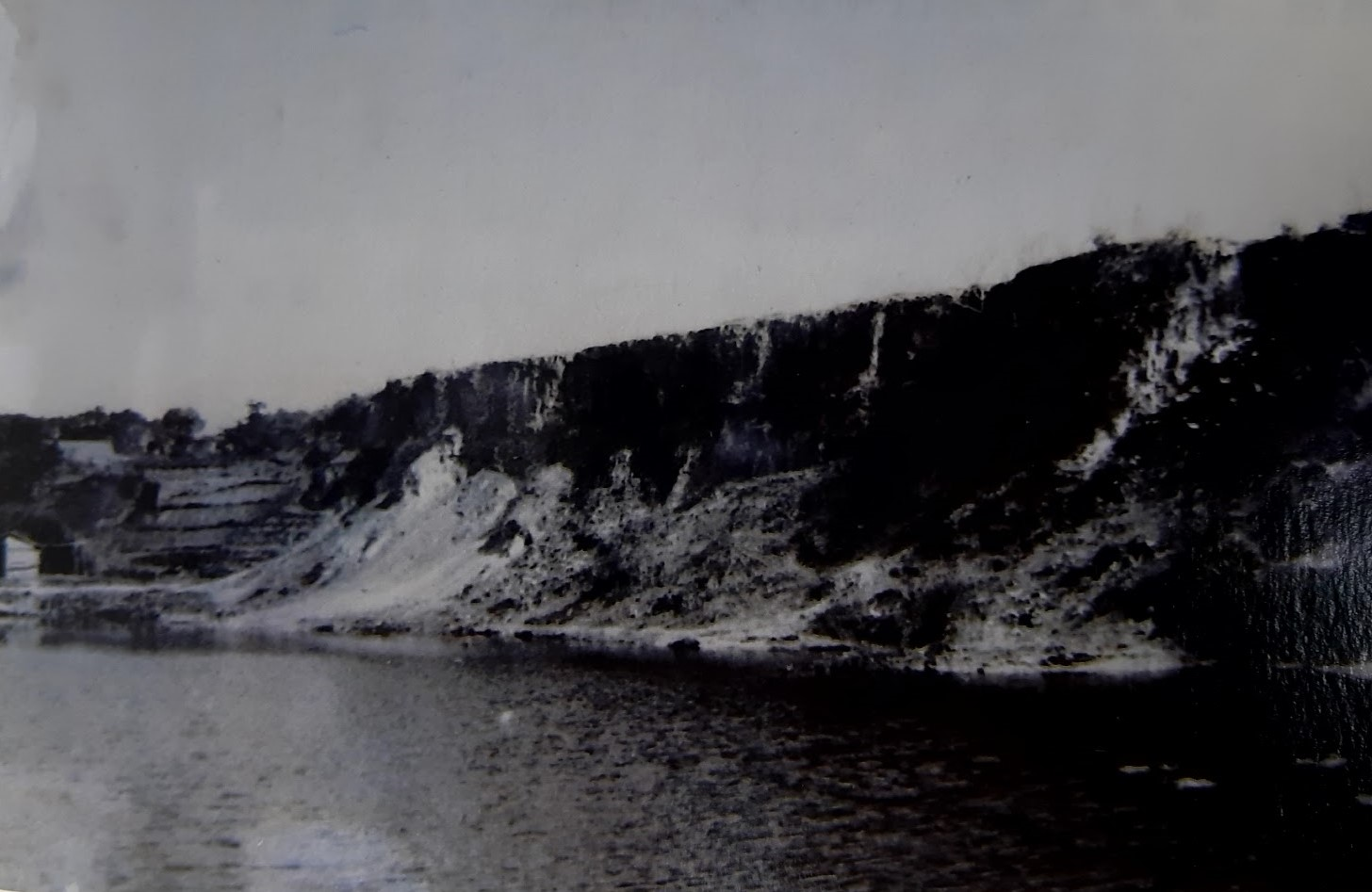
松江町の海食崖

## 歴史

### 衣浦荘の発足
衣浦湾に面したこの地域は風光明媚な土地として知られ、大正時代には近藤坦平が院長を務める洋々医館の別荘である沖見園があった。 
太平洋戦争中の1944年（昭和19年）、愛知県碧海郡明治村東端（現在の安城市）に明治航空基地が完成し、多数の隊員が東端地域に流入した。海軍将校の慰安所を建設する目的で、当局によって衣浦湾岸の約9,900平方メートルの土地が斡旋され、公娼街として衣浦荘が発足した。碧南や高浜の料理業者や旅館業者など約15人が集まって特殊飲食店を開業したのである。

### 戦後の歓楽街化
1945年（昭和20年）8月に太平洋戦争が終戦を迎えると、進駐軍のための慰安所に充てられたが、その後はそのまま赤線（特飲街）として営業を行った。衣浦荘組合によって海岸に桟橋が設置され、夏季にはボートが設置されるなどした。また、沖見平14番地にはマーケットが建設され、パチンコ店・マージャン店・射的店・軽飲食店など12店舗が並んだ。

### 温泉街への転換
1953年（昭和28年）4月には石原昇平が組合員15軒の衣浦荘組合の組合長に就任した。1954年（昭和29年）頃に売春防止法制定の機運が高まると、制定の動きを察知した衣浦荘組合は温泉街への転業を図った。1955年（昭和30年）8月4日には衣浦荘組合を改組して株式会社新明石を設立し、石原が株式会社新明石の社長に就任、同年10月4日から鑿泉（さくせん）を開始した。1956年（昭和31年）7月27日には愛知県衛生研究所から泉質の成績書の交付を受け、温泉法による単純温泉（緩和性低張微温泉）として認可された。湧出量は毎分51リットル、水温は摂氏25.5度だった。衣浦温泉街が実現したのは売春法制定以前のことだった。
衣浦温泉街の発足以前である1954年（昭和29年）10月には料理旅館の吉文（吉ふみ、よしふみ）が開業した。1956年（昭和31年）7月には株式会社新明石が衣浦温泉株式会社に商号変更し、衣浦温泉街の認可と同日の1956年（昭和31年）7月27日には、衣浦温泉株式会社が直営する温泉旅館の湯元本館が開業した。湯元本館から組合員全戸に配湯され、湯元本館には大衆浴場も設けられた。
衣浦温泉旅館組合が結成され、最盛期の1957年（昭和32年）には10軒の旅館が存在していた。1956年（昭和31年）5月24日には売春防止法が制定され、1957年（昭和32年）4月1日に施行されている。春から秋には釣り、夏には海水浴、冬には海苔採りなどでにぎわい、西尾市と衣浦温泉の間には定期バスも運行された。1958年（昭和33年）には映画館の浜劇も開館した。浜劇は平屋建てで270席の映画館だったが、1962年（昭和37年）に閉館している。
1959年（昭和34年）の伊勢湾台風後、海岸部には護岸防波堤が築かれ、また新川港に沿って一部が埋め立てられた。また、1963年（昭和38年）以降にはさらに広範囲に埋め立てられて臨海工業地帯が造成されたことで、衣浦温泉は景勝地・保養地としての性格を失った。現在の湯元本館跡地ではラブホテル（CAESAR）が営業している。

## 施設

### 歓楽街時代
1949年（昭和24年）の衣浦荘には14軒の特殊飲食店（特殊喫茶）があった。1955年（昭和30年）の衣浦荘には15軒があった。
- 清元[9][10]
- 鎌倉屋[9][10]
- 山月[9][10]
- 松月[9]
- 水月[9][10]
- 大喜[9][10]
- 鈴本[9][10]
- 〆竹[9][10]
- ひさご[9][10]
- 吾妻屋[9][10]
- 吉住[9][10]
- 吉文[9][10]
- 丸新[9][10]
- 寸楽[9][10]
- 幾代[10]
- 新鈴本[10]

### 温泉街時代

#### 旅館
最盛期の1957年（昭和32年）には10軒の旅館が存在していた。
- 湯元本館 - 1956年（昭和31年）7月27日開業。2022年（令和4年）時点で跡地にはラブホテルが建っている。
- 吉文 - 1954年（昭和29年）10月開業。「鱗窓」と通称される別館の建物は2021年（令和3年）に取り壊された。
- 丸新 - 建物は2021年（令和3年）に取り壊された。
- 八千久 - 2022年（令和4年）時点でも建物が現存している。
- 寸楽
- 山月 - 2022年（令和4年）時点でも建物が現存している。
- すゞ本（すず本） - 2000年代まで営業。
- 清元
- 翠扇 - 2006年（平成18年）廃業。
- ひさご

#### 娯楽施設
- 浜劇 - 映画館。1958年（昭和33年）開館。1962年（昭和37年）閉館。

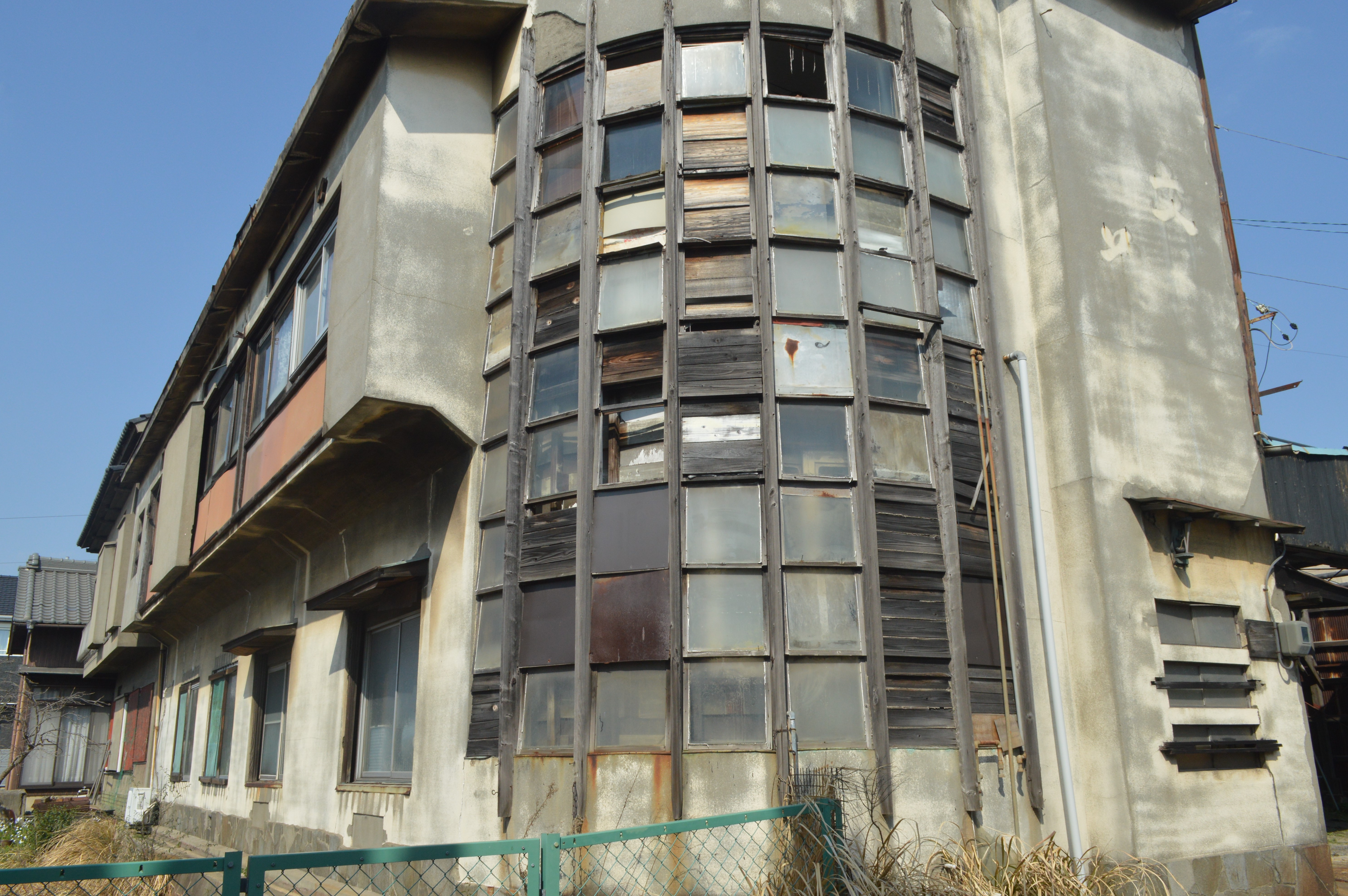
吉文の建物（2020年（令和2年））
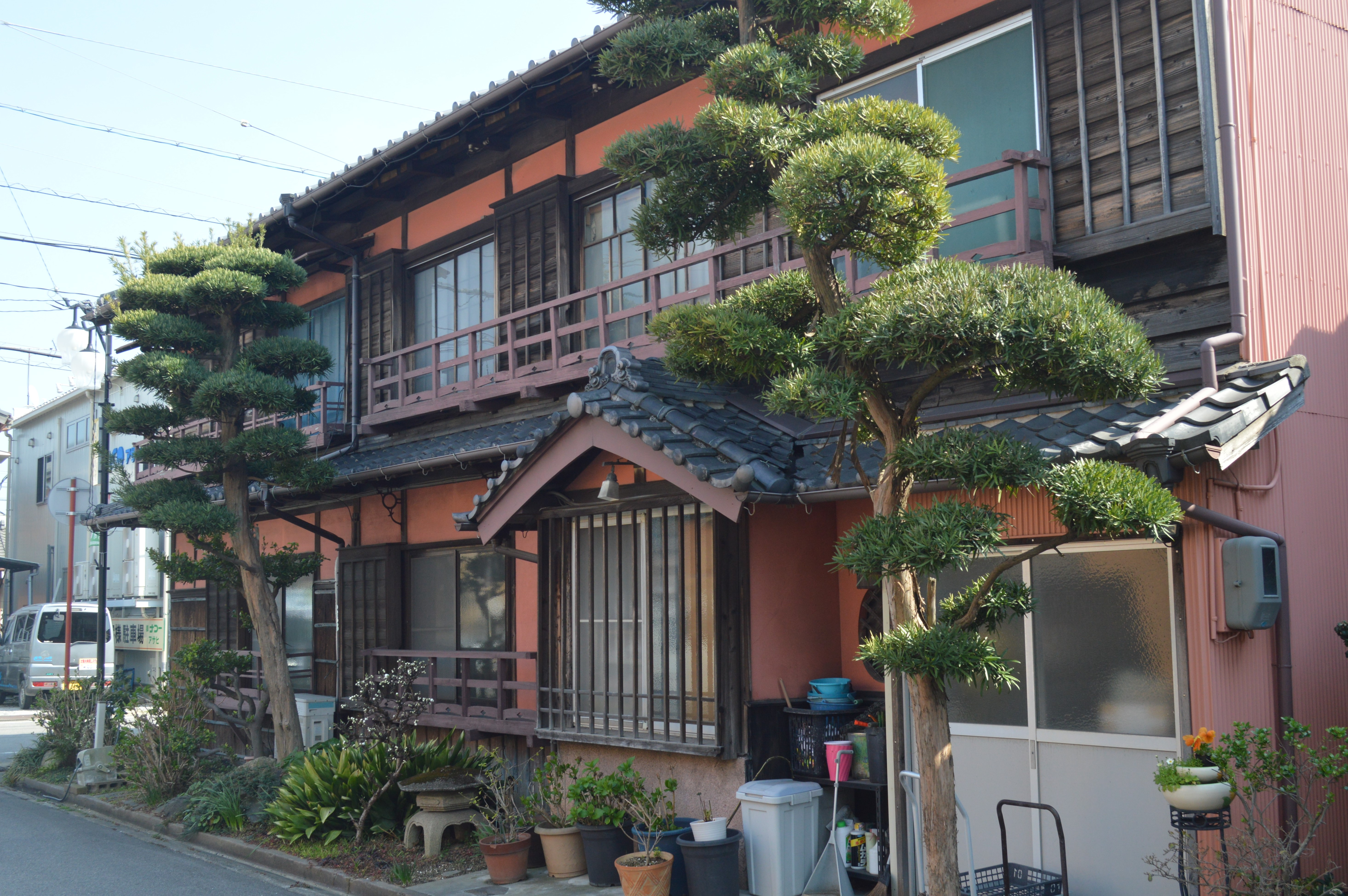
丸新の建物（2020年（令和2年））
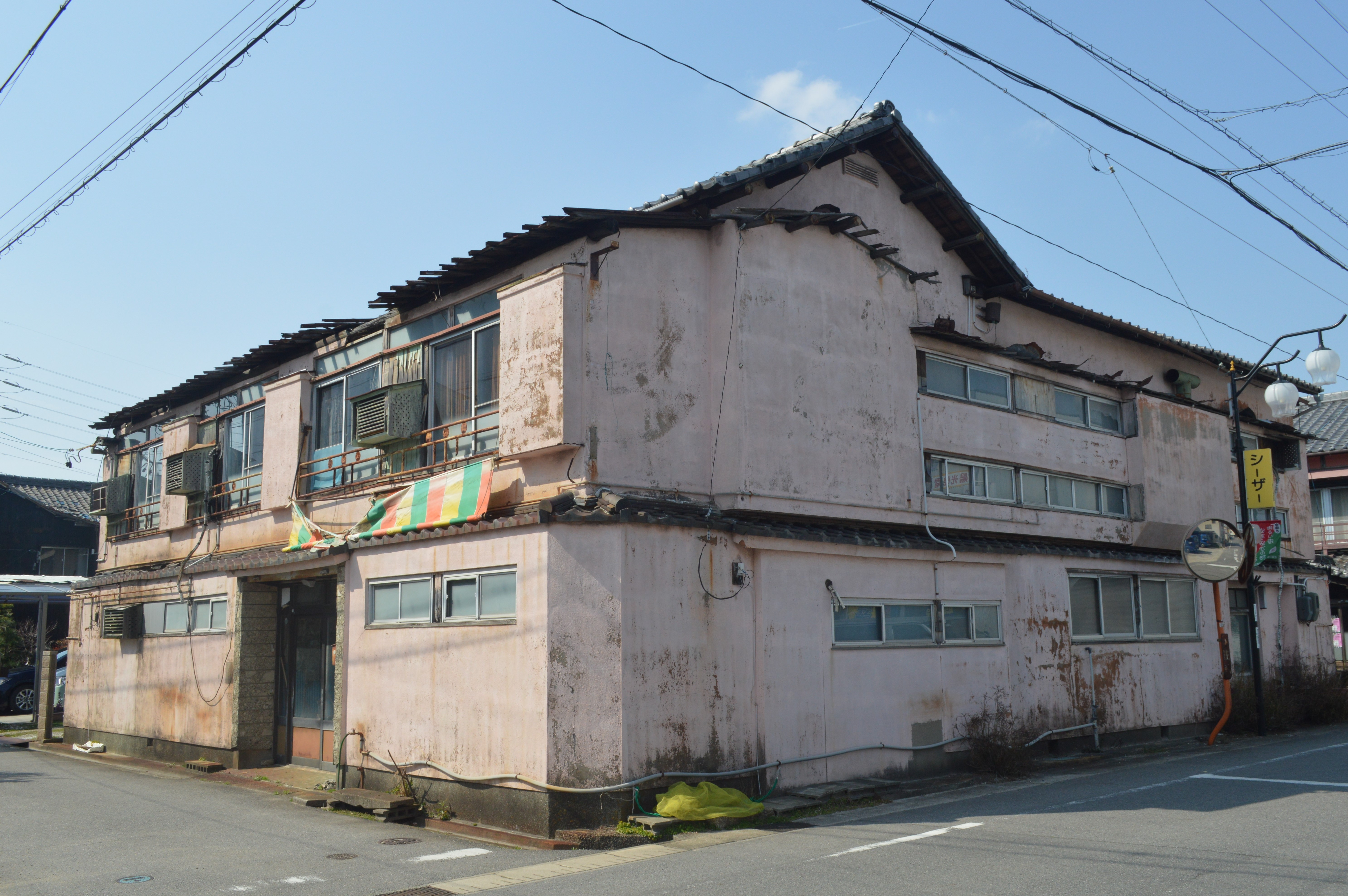
八千久の建物（2020年（令和2年））
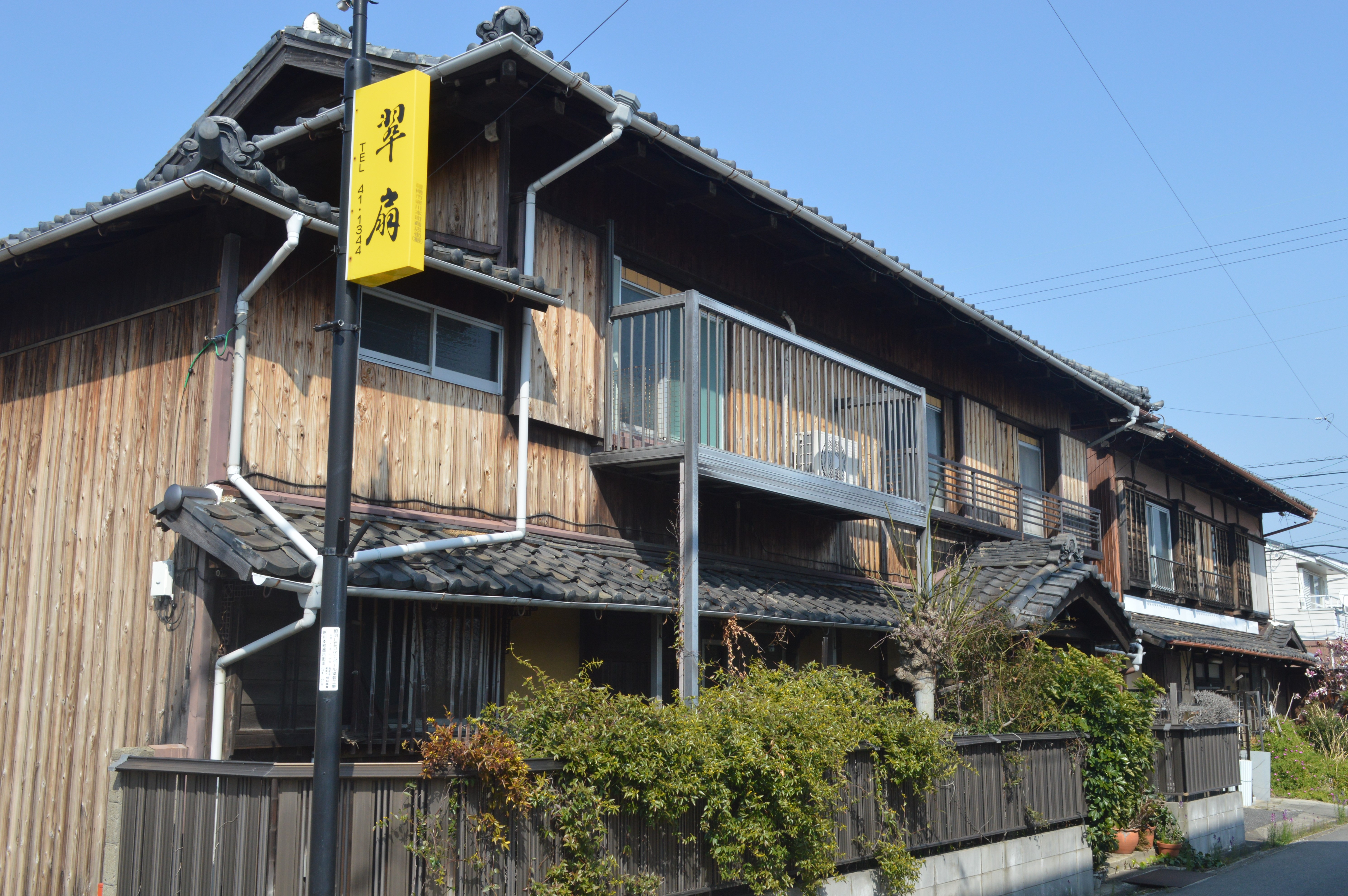
山月の建物（右奥、2020年（令和2年））